# Biagio Milanesi
Biagio Milanesi (Firenze, 8 dicembre 1445 – Roma, 22 luglio 1523) è stato un religioso italiano.
La figura dell'abate Biagio Milanesi è stata tra le più importanti nella storia della Congregazione vallombrosana, per la sua azione spirituale ed innovatrice, per i suoi rapporti con l'Umanesimo fiorentino e, non ultimo, per il suo ruolo di mecenate d'arte.

## Biagio Milanesi Abate di Vallombrosa
Entrato giovanissimo nel monastero di Vallombrosa nel 1456 e presi i voti solenni due anni più tardi, il suo valore e la sua intelligenza dovettero essere presto notati, dato che rapidamente assunse incarichi sempre più importanti, e a 26 anni arrivò ad essere decano, praticamente il braccio destro dell'abate in carica Francesco Altoviti. Poco dopo la morte dell'Altoviti all'inizio del 1479, il Milanesi convocò un capitolo generale per l'elezione di un nuovo abate e si trovò a fronteggiare l'opposizione di una parte della Congregazione, quella fiorentina del Monastero di San Salvi, che comunque non riuscì ad impedire l'elezione del Milanesi nel Monastero fiorentino di San Pancrazio, anch'esso a lui non favorevole. I dissidi erano stati talmente profondi che i vallombrosani rimasero divisi per parecchi mesi dai monaci di San Salvi che avevano addirittura eletto un loro abate ed entrambe le parti chiesero l'appoggio della Signoria fiorentina e della Curia papale che alla fine si schierarono entrambi dalla parte di Vallombrosa, ponendo fine alla controversia.
L'abbaziato permise al Milanesi di diventare una delle figure più importanti nella storia della Congregazione vallombrosana. Il religioso, ricordato per il suo valore morale e spirituale (rifiutò più volte la carica di cardinale), a risposta dei fatti accaduti perseguì l'obiettivo di recuperare l'unità della Congregazione, aprendo alla fronda interna e accogliendo alcune loro istanze e cercò quindi, con atti di distensione, di rafforzare l'autorità del generalato. Il passo seguente fu quello di portare innovazioni spirituali e di fondare una nuova struttura organizzativa che culminò nelle Costituzioni del 1504, con le quali il Milanesi, rifacendosi esplicitamente alla Regola originaria, poneva l'abate di Vallombrosa al centro dell'Ordine restituendogli doveri, responsabilità, ma soprattutto autorità. L'azione riformatrice dell'abate fu sostenuta e approvata da tutti i pontefici, l'ultimo dei quali Giulio II nel 1507. La sua accorta gestione riuscì anche a restaurare la situazione economica nel Monastero e ad aumentare anche il numero dei monasteri della Congregazione.
I rapporti con il governo fiorentino e con il potere mediceo nella persona di Lorenzo il Magnifico, che lo favorirono nella sua elezione, sebbene Lorenzo si fosse risolto ad accettare l'elezione del Milanesi come il male minore per ragioni di convenienza politica, si fecero via via più difficili, finché non arrivarono allo scontro aperto. Lorenzo de' Medici, che aveva fin da giovinetto frequentato il Monastero e che lo considerava luogo privilegiato per i suoi momenti di ritiro spirituale e meditativo, tentò di impossessarsi di alcune proprietà dei vallombrosani e di alcuni benefici di alcuni loro monasteri. Dopo una prima, efficace resistenza del Milanesi, il Magnifico nel 1485, per favorire il figlio Giovanni instradato nella carriera ecclesiastica, praticamente occupò il Monastero di Passignano e si impossessò anche della Badia di Moscheta e di quella di Coltibuono, giudicate strategiche anche per il controllo e la difesa dello Stato fiorentino, mentre il tentativo di controllare anche il chiostro fiorentino di Santa Trinita in sostanza fallì. Il Milanesi reagì infatti cercando di smuovere i suoi contatti nella Curia romana ma riuscì a controbattere l'offensiva medicea solo in parte, dato ce il pontefice, Innocenzo VIII, non gli era del tutto favorevole. In ogni caso, da una parte lo scandalo dell'assalto a Passignano, dall'altra la convenienza politica che Lorenzo aveva ad accordarsi col Milanesi per non inimicarsi la Chiesa fiorentina, portarono ad azioni riparatrici in denaro di Lorenzo e ad una sostanziale tregua.
Alla morte del Magnifico e con la caduta del potere mediceo nel 1494, il Milanesi, sfruttando la debolezza degli avversari, tornò alla carica per cercare di riprendere il controllo sui monasteri sottratti alla Congregazione. Fece leva quindi sulle autorità della neonata Repubblica e, anche grazie all'appoggio del nuovo pontefice, Alessandro VI, l'abate riuscì nel 1499 a ritornare in possesso dei suddetti chiostri, in cambio di un cospicuo indennizzo monetario corrisposto al Cardinale Giovanni de' Medici. Il Milanesi dovette affrontare in questi anni diversi tentativi di scissione, che riuscì a superare forte del riconoscimento e dell'appoggio pontificio ed in questo periodo ci fu anche il caso di alcuni vallombrosani di San Salvi che parteciparono assiduamente alle prediche del Savonarola, una presa di posizione che l'abate non approvò dato che aveva verso il domenicano un atteggiamento di diffidenza, se non di ostilità. La fronda filo-savonaroliana, capeggiata da Gabriele Mazzinghi, che con tale azione voleva opporsi al generalato ritenuto poco osservante del Milanesi, ma soprattutto vendicarsi di una carriera all'interno della Congregazione fallita per colpa dell'abate, fu alla fine sconfitta con la condanna del Mazzinghi, anche grazie all'appoggio del Cardinale Oliviero Carafa, da sempre protettore dei vallombrosani presso la Curia papale. L'abate ebbe quindi la possibilità di non esporsi nei confronti del Savonarola, chiudendosi nella propria rafforzata autonomia.
Anche i rapporti con la Repubblica fiorentina furono difficili. Il diniego opposto dal Milanesi alla richiesta del gonfaloniere Pier Soderini ai vallombrosani di contribuire al risanamento delle finanze dello Stato e alla successiva richiesta di un ingente prestito forzoso, causò addirittura l'arresto dell'abate ed alcune confische ai danni dell'Abbazia. L'intervento diretto di Giulio II, che minacciò gli interessi fiorentini a Roma, permise la liberazione del Milanesi e la fine delle pretese del Soderini. Nel luglio 1507, inoltre, il papa emanò la bolla Militantis ecclesie che estese ai Vallombrosani le prerogative della Congregazione cassinese.
Con l'elezione del Cardinale Giovanni de' Medici a Papa Leone X nel 1513, i rapporti col papato cambiarono: il Medici si vendicò del Milanesi accusandolo di falso e simonia, per i quali fu poi condannato. Nel 1515 l'abate fu quindi destituito, l'Abbazia di Vallombrosa passò sotto il controllo del papa e il Milanesi fu esiliato a Gaeta con altri monaci, dove rimase sette anni, e dove rimane una cappella di famiglia da lui fatta erigere in Cattedrale. In questi anni scrisse la Cronica, una dettagliata storia recente della Congregazione a partire dal 1420.
Adriano VI, eletto nel 1522, lo definì un martire e lo fece liberare così che poté tornare a Roma, ma non fu reintegrato nella sua carica di abate di Vallombrosa. L'anno dopo, il 22 luglio, il religioso morì e fu sepolto a Vallombrosa nel chiostro presso la porta della chiesa. Più tardi fu traslato nella cappella dei Beati, come ricorda la lapide in situ del 1757.

## L'abate Milanesi umanista e committente
A Vallombrosa il Milanesi si qualifica anche come una nuova figura di abate, di cultura moderna, aggiornato sull'umanesimo letterario e filosofico fiorentino, anche grazie ai suoi frequenti soggiorni presso il camaldolese Monastero fiorentino di Santa Maria degli Angeli, centro di cultura umanistico. Significativa in questo senso la sua volontà di far costruire in abbazia una biblioteca adattando forse una parte del Monastero trecentesca adibita a Foresteria ed il suo riordino ed incremento del patrimonio librario, per il quale non ebbe esitazioni ad utilizzare il nuovo mezzo della stampa.
Il religioso si rese conto anche quanto potesse essere efficace, nel suo contrasto con Lorenzo de' Medici e con la fronda rigorista interna di San Salvi, utilizzare il mecenatismo e la committenza artistica al fine di accrescere il prestigio e l'autorità sua e della Congregazione. Egli poté quindi differenziarsi in modo moderno dai nemici interni e fronteggiare la grandeur laurenziana e volle farlo non più attendendo la generosità di donatori laici esterni, ma avviando una specifica committenza della Congregazione (seppur realizzata anche col denaro della propria famiglia di origine). Del resto l'abate si accorse anche di quanto fosse scarso ed antiquato il patrimonio artistico del monastero che gli causava una reputazione di luogo religioso selvatico e poco colto. L'abate allora, divenendo anche committente, per aggiornare il corredo artistico del monastero si avvalse dell'opera di importanti artisti fiorentini del momento.
Uno dei primi artisti ad essere scelto fu Domenico Ghirlandaio, che con la sua bottega realizzava a Firenze tra le più importanti commissioni. La scelta non fu certo casuale, dato che l'artista aveva già lavorato nella vallombrosana Badia a Passignano. A lui il Milanesi commissionò una perduta Natività e la Madonna col Bambino e i santi Biagio, Giovanni Gualberto, Benedetto e Antonio abate, già attribuita a Sebastiano Mainardi. Oggi l'opera ritornata a Vallombrosa dopo il restauro e collocata nel Museo d'arte sacra dell'Abbazia, del 1485 circa, è stata ricondotta alla mano dello stesso Domenico e di aiuti di bottega. Il soggetto con Maria al centro, patrona dell'Abbazia e dei vallombrosani, mostrava un sotteso ma chiaro messaggio ed il Milanesi alluse a se stesso in ben due figure: Biagio omonimo dell'abate reca mitra e pastorale e lo strumento del suo martirio, come se il Milanesi si presentasse un autorevole religioso martire, in quel momento, come abbiamo visto, degli attacchi medicei; San Giovanni Gualberto accanto, fondatore della Congregazione, mostra le fattezze del quarantenne Milanesi, alludendo in questo caso al suo ruolo di 'secondo fondatore' della Congregazione; all'altro lato Benedetto e Antonio Abate, padri del monachesimo. La pala, insieme alla dispersa Natività, era destinata al perduto tramezzo finanziato dai fratelli del Milanesi, di cui rimane, nella controfacciata della chiesa di Vallombrosa, una fine cornice classicheggiante con un'iscrizione recante la data 1487, attribuita a Francesco di Simone Ferrucci. La committenza dell'abate si concentrò in primo luogo sulla chiesa, nella quale apparvero diversi stemmi della sua famiglia visibili nelle opere da lui volute, quale chiaro manifesto e messaggio politico.
Il Milanesi ordinò un'altra importante opera, lo stupefacente Reliquiario del braccio di san Giovanni Gualberto, oggi nel Museo d'arte sacra dell'Abbazia di Vallombrosa. L'importante reliquia era stata contenuta in una precedente teca più volte restaurata e che, probabilmente proprio per quello, aveva assunto un aspetto non più consono all'importanza della reliquia che conteneva e inoltre forse non poteva essere più riparata. L'abate decise così di sostituirla con l'opera dell'orafo fiorentino Paolo Sogliani realizzata nell'anno 1500, anch'essa di forte significato simbolico sul piano religioso e politico, sulla quale l'abate non mancò di far apporre il proprio nome tra gli smalti. La pietas verso il santo fondatore da parte dell'abate venne confermata dalla commissione di una preziosa aureola con smalti da aggiungersi al Busto reliquiario del Santo conservato a Passignano, un intervento di minore entità ma di medesimo significato del precedente. Anche il cosiddetto Parato Altoviti fatto realizzare dal suo predecessore, visibile pure esso al Museo d'Arte sacra di Vallombrosa, fu oggetto di interesse da parte dell'abate che all'inizio del Cinquecento vi fece aggiungere alcuni elementi, come le tonacelle con scene della vita di San Giovanni Gualberto ed un piviale di provenienza medicea che fece modificare coprendo i simboli medicei con stemmi familiari e mezze figure di San Giovanni Gualberto.

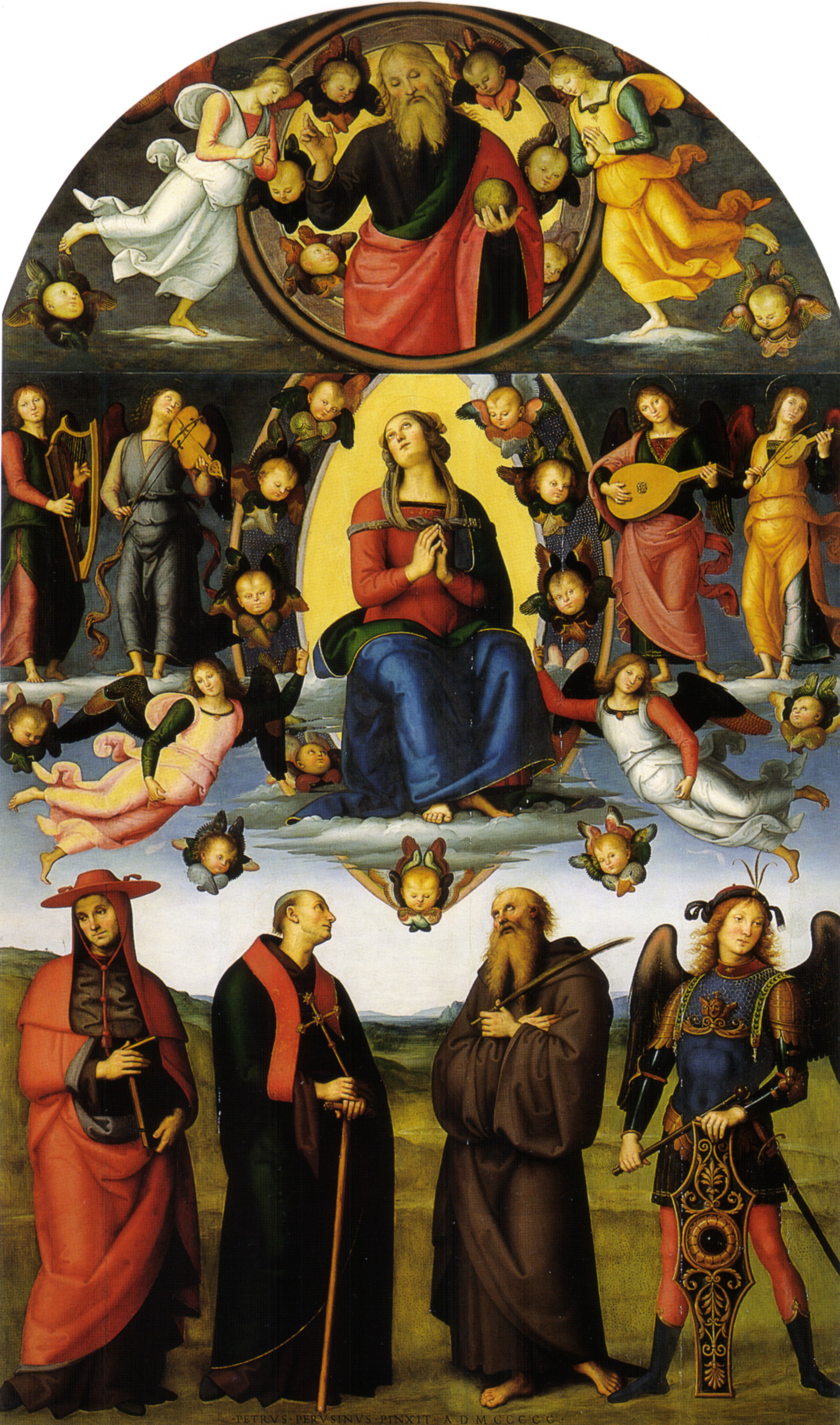
Perugino, Pala di Vallombrosa, 1500, Firenze, Galleria dell'Accademia

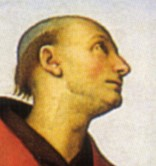
Perugino, Pala di Vallombrosa, particolare del San Giovanni Gualberto probabile ritratto idealizzato di Biagio Milanesi

La più importante commissione per celebrare la 'vittoria' sulle usurpazioni fiorentine e la ritrovata unità della Congregazione fu però quella per un'imponente tavola da collocarsi all'altare maggiore della chiesa abbaziale. Anche in questo caso l'abate si rivolse già nel 1497 ad un artista di fama ormai consolidata, il Perugino che fra l'altro aveva lavorato anche per il protettore a Roma dell'abate, il Cardinale Carafa, eseguendo per il Duomo di Napoli lo stesso soggetto che sarà richiesto per Vallombrosa. Al Vannucci il Milanesi ordinò infatti un'Assunzione della Vergine con i santi Bernardo degli Uberti, Giovanni Gualberto, Benedetto e Michele Arcangelo, la cosiddetta Pala di Vallombrosa, stabilendo lui stesso tutti i dettagli che dovevano comparire nella tavola. La pala fu collocata sull'altare solo nell'anno 1500, ed oggi è alla Galleria dell'Accademia di Firenze, insieme ai due ritratti di monaci committenti, il Ritratto di Biagio Milanesi ed il Ritratto del monaco Baldassarre, del quale non si conosce il cognome. Oltre al vero e proprio ritratto, il San Giovanni Gualberto rappresentato abbastanza giovane e senza barba potrebbe nascondere un'allusione all'abate o un suo ritratto idealizzato, in modo simile a quanto accaduto nella pala del Ghirlandaio.
La commissione della tavola con San Giovanni Gualberto in trono tra i santi Maria Maddalena, Maria Maddalena, Giovanni Battista, Bernardo degli Uberti e Caterina d'Alessandria a Raffaellino del Garbo, datata nell'iscrizione presente sul dipinto 1508, finanziata dai due fratelli dell'abate, Giovanni Battista e Domenico dovette avere lo scopo di rinnovare la chiesa abbaziale con una nuova opera. Oggi collocata in sacrestia, la tavola probabilmente sostituì sul tramezzo una delle due pale del Ghirlandaio o perché rovinata (magari la Natività perduta) oppure perché si volle una pala più moderna rispetto alle precedenti realizzate quasi trent'anni prima. Anche in questo caso il protagonista potrebbe essere un'altra allusione o un ritratto del Milanesi dato che è vestito come un abate nelle cerimonie solenni ed è seduto su un seggio che richiama il coro rinascimentale di Vallombrosa (ma una somiglianza con la fisionomia si scorge anche nella testa del San Bernardo degli Uberti).

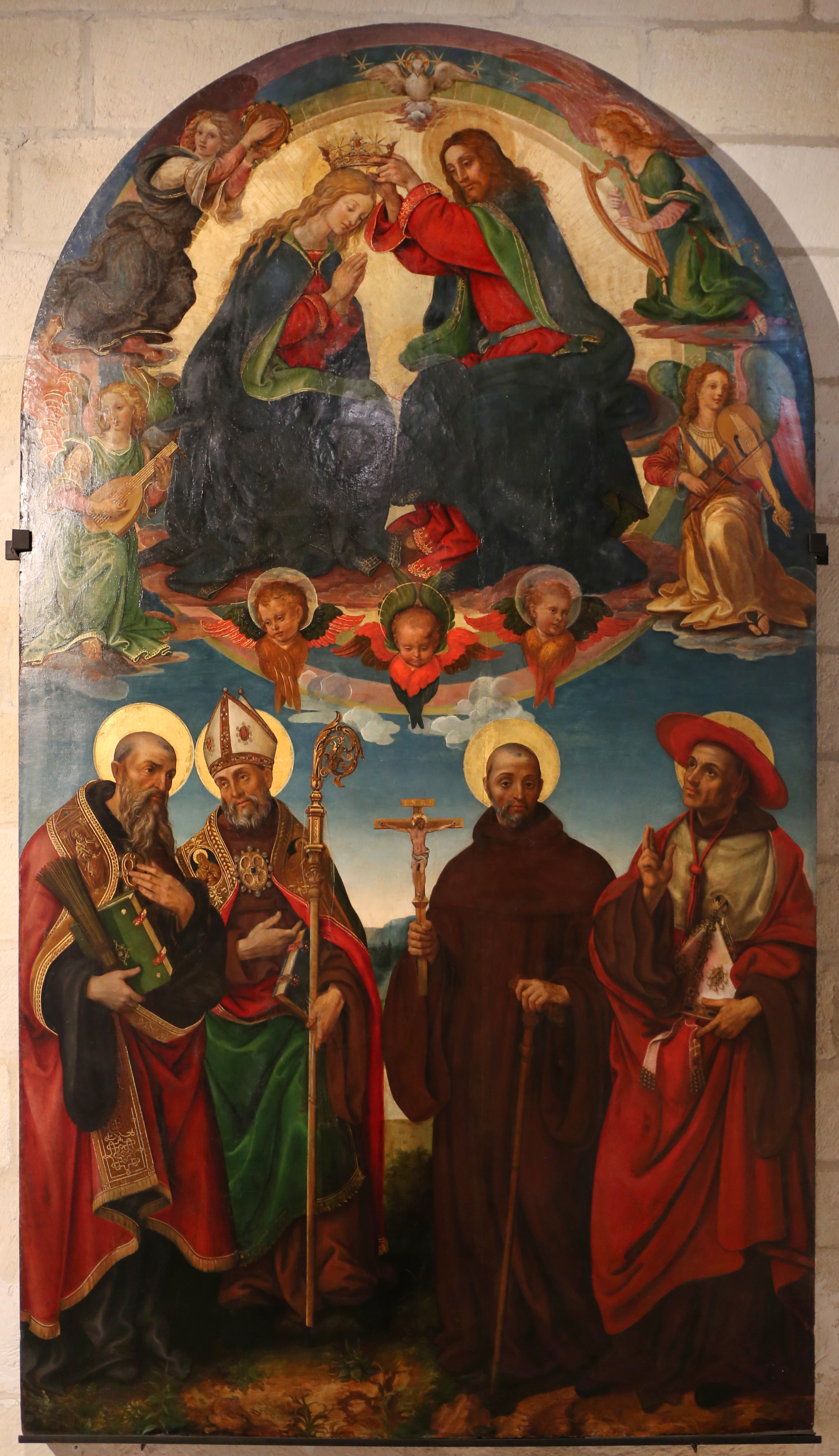
Raffaellino del Garbo, Incoronazione della Vergine con i SS. Benedetto, Salvi, Giovanni Gualberto e Bernardo degli Uberti, 1511, Avignone, Musée du Petit Palais.

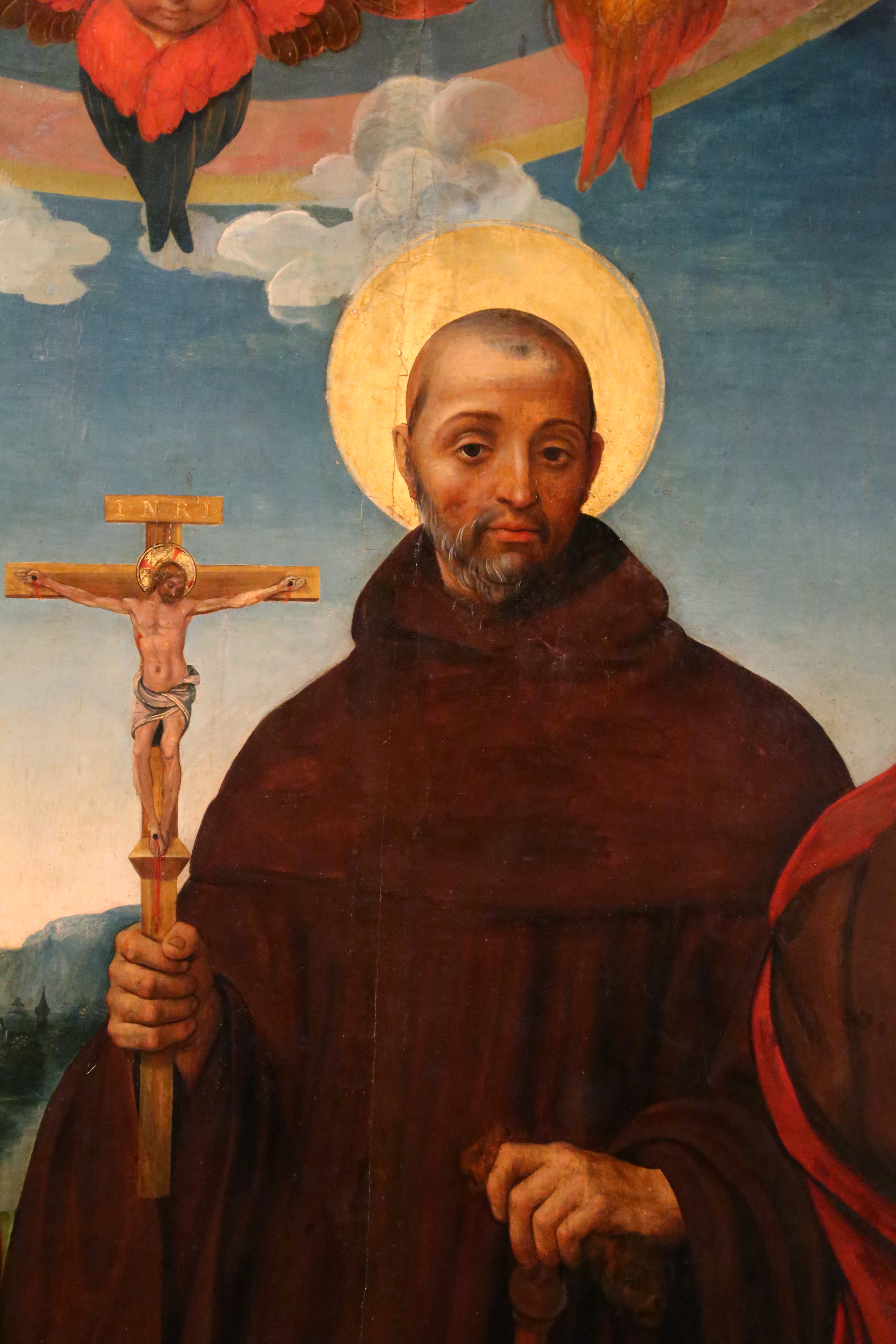
Raffaellino del Garbo, Incoronazione della Vergine e Santi, dettaglio del San Giovanni Gualberto supposto ritratto di Biagio Milanesi, 1511, Avignone, Musée du Petit Palais.

Raffaellino del Garbo fu più tardi utilizzato dall'abate per lasciare il segno della propria autorità e magnificenza anche nel Monastero di San Salvi, per l'altare maggiore del quale fece realizzare nel 1511 un'Incoronazione della Vergine con i SS. Benedetto, Salvi, Giovanni Gualberto e Bernardo degli Uberti, oggi al Petit Palais di Avignone, in una composizione simile a quella di Perugino a Vallombrosa, quasi a significare un definitivo 'allineamento' dei due chiostri dopo tante passate controversie. Ancora una volta Giovanni Gualberto, con la barba ma ancora raffigurato non anziano come vorrebbe la sua consueta iconografia, potrebbe essere impersonato da un Biagio Milanesi un po' incanutito e vestito del colore marrone che il Milanesi aveva voluto a contrasto del nero scelto dai ribelli di San Salvi. Anche questa pala aveva in basso una predella e due ritratto, uno dell'abate e l'altro di Ilario Panichi, monaco di San Salvi fedele al Milanesi.
Un'altra non documentata ma probabile commissione dell'abate è quella della pala rappresentante la Madonna col Bambino con san Nicola di Bari, Lucia, Giovanni Gualberto e Iacopo per la chiesa di una delle grance vallombrosane, San Niccolò ad Altomena (Pelago), eseguita forse poco dopo ed attribuita ad Agnolo di Domenico di Donnino, detto del Mazziere.
Un'ennesima opera d'arte reca un certo ritratto dell'abate: esso appare in basso, insieme a quello di un altro personaggio che dovrebbe essere uno dei suoi fratelli, quale committente della pala in terracotta invetriata con la Madonna col Bambino in trono tra San Giovanni Gualberto e Santa Umiltà da Faenza attribuita alla bottega di Andrea della Robbia, oggi nella sacrestia dell'Abbazia e databile probabilmente al 1510-1513 circa. L'abate utilizzò dunque anche questo mezzo artistico, per un luogo esterno al Monastero, probabilmente la Cappella della Fonte, dato che di solito si adoprava per luoghi freddi e umidi, per la resistenza del materiale alle intemperie.
L'abate voleva anche lasciare un segno duraturo non solo nell'Abbazia di Passignano, ma soprattutto nel sacrario che custodiva le spoglie di San Giovanni Gualberto, facendo realizzare un monumento sepolcrale che parlasse ai fedeli e che tramandasse la memoria del santo. Deliberato il progetto nel capitolo del 1505, il lavoro fu affidato a Benedetto da Rovezzano nel 1507 che propose probabilmente un monumento a parete, sostanzialmente tradizionale, composto da un arco su lesene e avente al centro la figura giacente di Giovanni Gualberto raffigurato vivo e da rilievi rappresentanti Storie vallombrosane. Lo scultore realizzò diversi pezzi e rilievi ma il monumento rimase incompiuto quando l'abate, dal 1513 al 1514, da Leone X fu prima accusato e condannato di falso e simonia, poi destituito ed esiliato a Gaeta. I marmi furono sfregiati ed alcuni distrutti durante l'assedio del 1529-30 e i pezzi rimasti dispersi in vari luoghi. Il San Giovanni Gualberto è oggi nella chiesa dell'Abbazia di Passignano mentre altri pezzi sono oggi al Museo di San Salvi. Parlando dei progetti dell'abate interrotti dagli eventi menzionati, bisogna ricordare come fosse stato Biagio Milanesi a intraprendere la decorazione del Cenacolo di San Salvi chiamando nel 1511 Andrea del Sarto che poté dipingere, prima della destituzione del Milanesi la decorazione dell'intradosso dell'arco precedente la parete di fondo con la Trinità, San Salvi, Giovanni Gualberto, Benedetto e Bernardo degli Uberti in tondi collegati da grottesche.